# Blessum
Blessum is een dorp in de gemeente Waadhoeke, in de Nederlandse provincie Friesland. Blessum ligt ten zuidwesten van Leeuwarden, tussen Deinum, Boksum en Hijlaard aan de Blessumervaart die loopt naar het van Harinxmakanaal. Ten oosten van het dorp ligt de N359 en ten noorden de spoorlijn Leeuwarden-Harlingen.
Op 1 januari 2023 telde het dorp 75 inwoners. De dorpen Boksum, Blessum, Deinum en Ritsumazijl vormen een gemeenschap met een aantal gezamenlijke faciliteiten.

## Geschiedenis

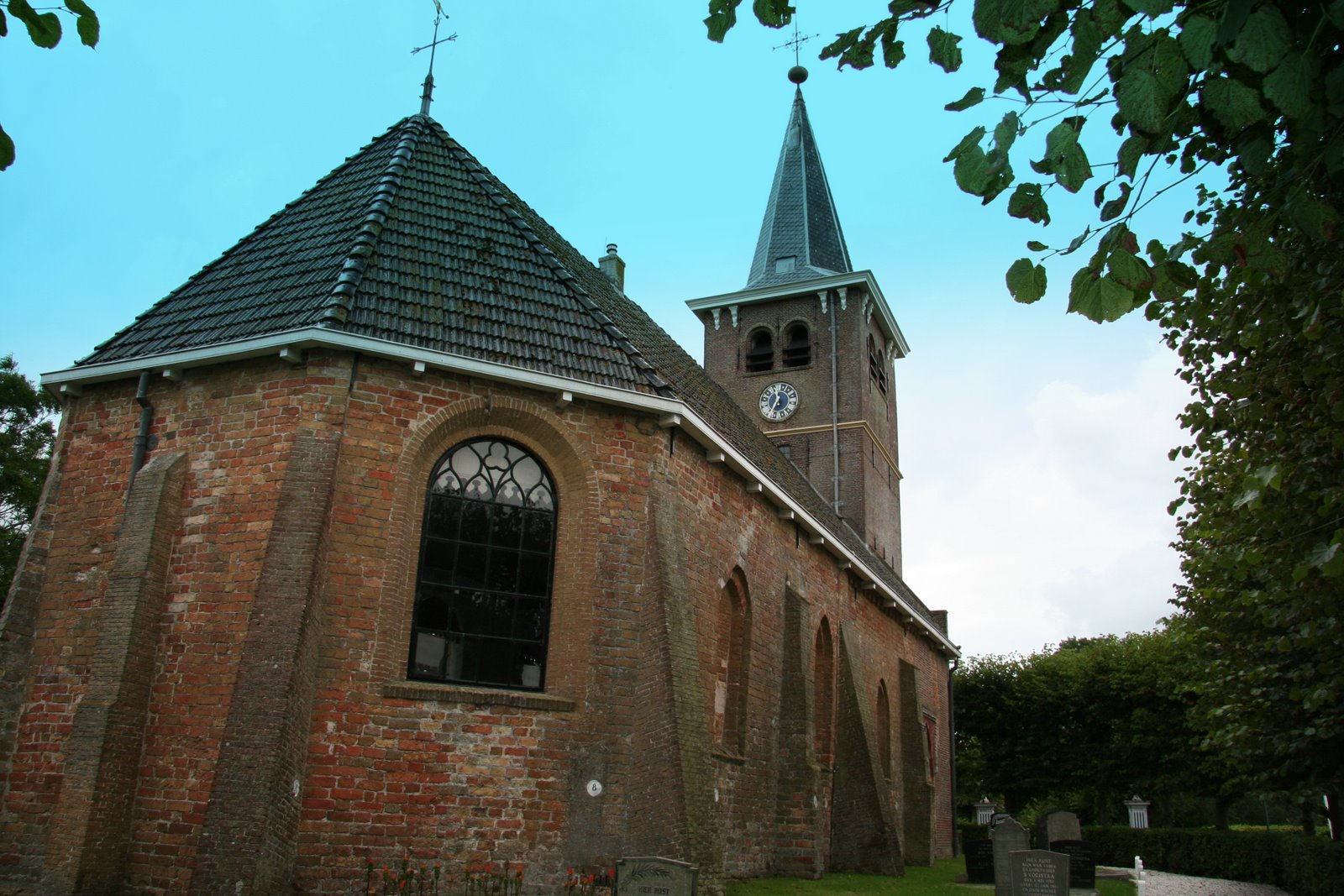
De Mariakerk

Blessum is een terpdorp dat voor de Middeleeuwen is ontstaan ten westen van de Middelzee. De Mariakerk is uit de 14e eeuw.
De plaats werd in de 13e eeuw geschreven als Blesingum. In de 15e eeuw werd de plaats gespeld als Blessem en Blessum. De plaatsnaam zou mogelijk verwijzen naar de woonplaats van de familie Blessinga.
Anders dan de omliggende dorpen is Blessum vanaf de 18e eeuw weinig gegroeid. De dorpskern is klein maar vrij dicht bebouwd.

## Staten
Bij Blessum hebben twee staten gestaan. Aan de zuidzijde de in de 18e eeuw gesloopte Wismastate waarvan de stinspoort tot 1809 nog bestond, en aan de westzijde de Riniastate, een state uit de 15e eeuw in de vorm van een representatieve boerderij die eveneens werd gesloopt. Op beide stateterreinen zijn nieuwe boerderijen verrezen.
Op het terrein van Riniastate gebeurde dat in 1823. Aan de zijde van de Buorren is een oudere herinnering aan de state bewaard gebleven. Het zijn hekpijlers, ook wel homeipalen genoemd, uit de vroege 18e eeuw. De vierkante pijlers zijn gecanneleerd, gegroefd, en dragen gebeeldhouwde vazen in barokvormen. De Buorren hebben een omzoming van leilinden gekend. Deze zijn door andere bomen vervangen, maar rond het kerkhof staan nog wel leilinden.

## Cultuur
De Fanfare Advendo bedient naast Blessum ook de dorpen Boksum en Deinum, net als de gezamenlijke dorpskrant. De kerk van het dorp fungeert als een dorpshuis, hierin zit ook een kleine bibliotheek, een zogeheten minibieb.

## Onderwijs
Tot 1916 had het dorp een eigen basisschool.

## Ontwikkeling inwonertal
| 1958 | 2005 | 2018  | 2019 | 2021 | 2023 |
| ---- | ---- | ----- | ---- | ---- | ---- |
| 125  | 97   | 86/75 | 85   | 80   | 75   |

## Overleden in Blessum
- Johannes Lambertus Huber (1750-1826), politicus